# 尾崎未來
尾崎 未來（おざき みく、11月24日 - ）は、日本の女性声優。神奈川県出身。アイ・タクト所属。

## 人物
かつてはオフィスCHK、ウィングウェーヴに所属していた。
2024年2月29日をもってウィングウェーヴの退所を自身のSNSにて発表。
趣味はらくがき、歌うこと、電車内で立ったまま眠れる。

## 出演
太字はメインキャラクター。

### テレビアニメ
- 新星輝デュエル・マスターズ フラッシュ（2006年 - 2007年、夢実テル[3]）
- ひだまりスケッチ×ハニカム（2012年、夏目の友人A）
- それいけ!アンパンマン（虹の子（C）〈初代〉、ネコ美） ※時期不明

### ゲーム
- L2 Love×Loop（アマミヤ）
- CASINO DREAMER（芹沢あかね）
- キミの勇者（ワンダ）
- 戦極姫3〜天下を切り裂く光と影〜※PSP版（今川氏真、井伊直政、弘中隆兼、冷泉隆豊）
- どきどき魔女神判!（西村アクジ）
- どきどき魔女神判2（西村アクジ）
- どき魔女ぷらす（西村アクジ）
- トリニティ・ユニバース（カナタ）
- 薔薇に隠されしヴェリテ（ジョエル）
- 萌え萌え2次大戦(略)2[chu～♪]（ひえん）
- マジカルアイズ -Red is for anguish-（坂本淳[4]）
- ひめがみ絵巻（出雲 / 恵比寿 / 弁財天 / クベーラ / 蚩尤 / 応龍 / 雷神 / ラーヴァナ / 八意思兼 / 【夏姫】毘沙門天 [5]）
- オルタナティブガールズ2（ビビリン）
- ラディアンテイル（ルーナ[6]）
- ラディアンテイル 〜ファンファーレ！〜（ルーナ[7]）

### ドラマCD
- 自鳴琴 〜La melodie d'ange〜 Vol.1（木原茉莉花）
- どきどき魔女神判2 ドラマCD～魔女とアクジ、かれ～なる？大作戦。そして伝説へ～（2008年、西村アクジ）

### ラジオ
- studio TeaParty（第64回、第65回）
- WEBラジオ 魔女神判! どきどきの放課後（アクジ役としてメインパーソナリティ）

### 吹き替え

#### 映画
- カーゴ
- ターザン:REBORN（ターザン〈幼少期〉、少年1[8]）

#### テレビドラマ
- 流星剣侠伝 大人物（烏蘭[9]）※DVD発売に先駆けチャンネルNECOで放送

#### アニメ
- マイリトルポニー〜トモダチは魔法〜（フラッターシャイ、アップルブルーム）※シーズン1 - 2（YouTube版追加録音部分）、シーズン3 -
  - マイリトルポニー〜虹の終わりの町〜（フラッターシャイ）
- マイリトルポニー: 新しい世界（フラッターシャイ）